# Technicolor (física)
Las teorías Technicolor son modelos de física más allá del Modelo Estándar que nos llevan a la ruptura de la simetría electrodébil, el mecanismo por el cual las partículas elementales adquieren masa. Las primeras teorías technicolor se basaron en la cromodinámica cuántica (QCD en inglés), la teoría del "color", que inspiró su nombre.
En vez de introducir los elementales bosones de Higgs, el modelo technicolor rompe con la simetría electrodébil y crea masas para los bosones W y Z mediante la dinámica de una nueva interacción de gauge. Aunque asintóticamente libres a muy altas energías, estas interacciones deben convertirse en fuertes y confinantes (y por tanto inobservables) a bajas energías que se han usado para experimentar. Esta aproximación dinámica es natural y no sufre el problema de jerarquía del modelo estándar.
Para producir quarks y leptones con masa, el technicolor debe ser "extendido" añadiendo más interacciones de gauge. Particularmente cuando se basa en la cromodinámica cuántica, el technicolor extendido puede ser probado con restricciones experimentales en corriente neutral de cambio de sabor y con medidas electrodébiles de precisión.
La mayoría de la investigación technicolor se centra en explorar las teorías gauge de interacción-fuerte más que la cromodinámica cuántica, la cual evita algunos de estos problemas, pero sobre lo que se conoce relativamente poco. Un marco particularmente activo es el technicolor "caminante", que muestra un comportamiento casi-conforme a causa de un punto fijo infrarrojo con fuerza justo por encima de la necesaria para tener ruptura espontánea de la simetría quiral. Se está estudiando con simulaciones enrejado no-perturbativa si el technicolor "caminante" puede producirse y llevar a un acuerdo con medidas de precisión electrodébiles.
Se espera que los experimentos en el Gran Colisionador de Hadrones descubran el mecanismo responsable de la ruptura de la simetría electrodébil, y sería determinante para determinar si el marco del technicolor da la correcta descripción de la naturaleza.

## Introducción
Todavía se desconoce el mecanismo de ruptura de la simetría de gauge electrodébil en el modelo estándar de partículas elementales. La ruptura debe ser espontánea, lo que significa que la teoría subyacente manifiesta exactamente la simetría (los campos de bosones-gauge no tienen masa en las ecuaciones de movimiento), pero las soluciones (el estado del punto cero y los estados excitados) no. En concreto, los bosones de gauge W y Z se vuelven supermasivos. Este fenómeno, en el cual los bosones W y Z adquieren también un estado extra de polarización, se le llama el "Mecanismo de Higgs". A pesar del acuerdo preciso de la teoría electrodébil con experimentos energías accesibles, los ingredientes necesarios para la ruptura de simetría permanecen ocultos, esperando ser descubiertos a energías más altas.
El mecanismo más simple de ruptura de simetría electrodébil presenta un campo singular complejo y predice la existencia del Bosón de Higgs. Normalmente, El bosón de Higgs es "no-natural" en el sentido que las fluctuaciones de la mecánica cuántica producen correcciones en su masa que la deja a tan altos valores que no puede usarse para el rol por el cual ha sido introducido. A menos que el modelo estándar se venga abajo a energías de algo más de unos pocos Tev, la masa de Higgs solo puede mantenerse pequeña con un ajuste muy delicado y preciso de los parámetros.
El technicolor evita este problema gracias a la hipótesis de una nueva interacción de gauge acoplada a nuevos fermiones sin masa. Esta interacción es asintóticamente libre a muy altas energías y se vuelve fuerte y confinante cuando la energía disminuye a la escala electrodébil de algo más de 250 GeV. Estas fuerzas fuertes acaban espontáneamente con las simetrías quirales de los fermiones sin más, algunos de los cuales tienen un gauge débil como parte del modelo estándar. Esta es la versión dinámica del mecanismo de Higgs. La simetría de gauge electrodébil se ve por tanto rota, produciéndose así masa para los bosones W y Z.
La nueva interacción fuerte lleva a un ámbito de nueva composición, partículas de corta vida accesibles a energías también accesibles para el Gran Colisionador de Hadrones (LHC en inglés). Este marco es natural porque no hay bosones de Higgs elementales y por tanto, no se requiere un ajuste fino de parámetros. Las masas de los Quark y los leptones también rompen las simetrías de gauge electrodébiles, por lo que estos también deben aparecer espontáneamente. Se conoce un mecanismo para incorporar este hecho, el technicolor extendido. El technicolor y el technicolor extendido se enfrentan a retos fenomenológicos. Algunos de ellos pueden abordarse con una clase de teorías como el technicolor "caminante".

## El principio del technicolor
Technicolor es el nombre que se le dio a la teoría de la ruptura de simetría electrodébil por una nueva interacción de gauge fuerte cuya característica escala de energía ΛTC es la escala débil en sí misma, ΛTC ≅ FEW ≡ 246 GeV. El principio que guía al technicolor es la "naturalidad": un fenómeno físico básico no debe necesitar de ajuste fino de parámetros en la Lagrangiana que los descubre. Lo que constituye un ajuste fino es en ciertos contextos un hecho subjetivo, pero una teoría con partículas elementales escalares es normalmente muy ajustada (a menos que sea supersimétrica). La divergencia cuadrática en la masa de los escalares requiere ajustes de una parte en {\displaystyle {\mathcal {O}}(M_{\mathrm {bare} }^{2}/M_{\mathrm {physical} }^{2})}, donde Mbare es la cota de la teoría, la escala de energía a la cual la teoría cambia de una manera esencial. En el modelo estándar electrodébil con Mbare ∼ 1015 GeV (la escala de la gran unificación de masa), y con la masa del bosón de Higgs Mphysical = 100–500 GeV, se ajusta la masa al menos a una parte en 1025.
Por otro lado, una teoría natural de ruptura de simetría electrodébil es una teoría de gauge asintóticamente libre con fermiones como los únicos campos de materia. Se asume que el grupo de gaute technicolor GTC es SU(NTC). Basado en analogías con la cromodinámica cuántica (QCD en inglés), se asume que hay una o más parejas de "technifermiones" de Dirac sin masa transformándose vectorialmente bajo la misma representación compleja de GTC, TiL,R = (Ui,Di)L,R, i = 1,2, …,Nf/2. Así mismo, hay una simetría quiral de estos fermiones, por ejemplo, SU(Nf)L ⊗ SU(Nf)R, si todos se transforman de acuerdo con la misma representación compleja de GTC. Continuando la analogía con QCD, el acoplamiento de gauge en funcionamiento αTC(μ) comienza la ruptura de la simetría quiral de forma espontánea, los technifermiones adquieren una masa dinámica, y aparecen un número de partículas sin masa, los bosones de Goldstone. Si los technifermiones se transforman bajo [SU(2) ⊗ U(1)]EW en parejas de izquierdas y singulares de derecha, hay tres combinaciones lineales de estos bosones de Glodstone acoplados a tres de corrientes de gauge electrodébiles.
En 1973 Jackiw y Johnson and Cornwall and Norton estudiaron la posibilidad de que una interacción de gauge (no-vectorial) de fermiones pudiera romperse por sí misma; por ejemplo, sería suficientemente fuerte formar un bosón de Goldstone acoplado a una corriente de gauge. Usando modelos de gauge abelianos, demostraron que, si tal bosón se forma, el mecanismo de Higgs "se lo come", convirtiéndose en la componente longitudinal del ahora con masa bosón de gauge. Técnicamente, la función de polarización Π(p2) aparece en el propagador del bosón de gauge, Δμν = (pμ pν/p2 - gμν)/[p2(1 Ð g2 Π(p2))] desarrolla un polo en p2 = 0 con reiduo F2, el cuadrado de la constante de decaimiento del bosón de Goldstone, y el bosón de gauge adquiere masa M ≅ g F. En 1973, Weinstein demostró que bosones de Goldstone compuestos cuyos fermiones constituyentes se transforman de manera "estándar" bajo SU(2) ⊗ U(1) generan las masas débiles de los bosones.
{\displaystyle (1)\qquad M_{W^{\pm }}={\frac {1}{2}}gF_{EW}\quad {\rm {and}}\quad M_{Z}={\frac {1}{2}}{\sqrt {g^{2}+g^{\prime \,2}}}F_{EW}\equiv {\frac {M_{W}}{\cos \theta _{W}}}\,.}
Esta relación del modelo estándar se consigue con bosones de Higgs elementales en dobletes electrodébiles; está verificado experimentalmente a más del 1%. Aquí, g y g′ son acoplamientos gauge SU(2) y U(1) y tanθW = g′/g define el ángulo de mezcla débil.
La importante idea de una nueva interacción fuerte de gauge de fermiones sin masa en la escala electrodébil FEW que conducen a la ruptura espontánea de su simetría quiral, de la que un subgrupo SU(2) ⊗ U(1) es de gauge débil, fue propuesta por primera vez en 1979 por S. Weinberg and L. Susskind. Este mecanismo "technicolor" es natural ya que no necesita ajuste fino de parámetros.

## El problema de dar masa a quarks y leptones
La más simple de las teorías technicolor sustituye el Mecanismo de Higgs por un condensado fermiónico tal como sugirieron (independientemente) Weinberg y Susskind, de acuerdo con D'Souza y Kalman. Escribieron lo siguiente; "Asumimos que existe alguna teoría subyacente la cual rompe de forma dinámica SU(2) ⊗ U(1). La teoría más sencilla en la cual la expectación de vacío de Higgs se sustituye por un condensado de fermiones. Esto es análogo al modo en que el (escalar) parámetro de orden en la teoría Landau-Ginzburg de la superconductividad se sustituye por un condensado de pares de Cooper en la teoría de Bardeen, Cooper y Schrieffer o la manera en que el pion (par de quarks) rompen la simetría quiral en QCD. Se descubre que la ruptura de SU(2) ⊗ U(1) mediante un condesando de fermiones tiene lugar sin el problema de dar masa a los bosones débiles. Sin embargo, el problema empieza cuando se intenta dar masa a los quarks y a los leptones. El problema incluye la posibilidad de corrientes neutrales de cambio de color (FCNC in inglés) y también la incertidumbre de que es exactamente lo que lleva a cabo el rol de los acoplamientos Yukawa."

## Technicolor extendido
Los bosones de Higgs elementales llevan a cabo otra tarea importante. En el modelo estándar, se necesita que los quarks y los leptones no tengan masa porque se transforman bajo SU(2) ⊗ U(1) como parejas de izquierdas y singulares de derechas. El doblete de Higgs se acopla a estos fermiones. Cuando se desarrolla un valor de expectación de vacío, transmite esta ruptura electrodébil a los quarks y leptones, dándoles su masa observable. (En general, los fermiones electrodébiles-eigenstate no tienen masa-eigenstates, por lo que este proceso también induce a la mezcla de matrices observadas en las interacciones débiles con corrientes cargadas.)
En el technicolor, algo debe generar las masas de los quark y los leptones. La única posibilidad natural, una vez evitado la introducción de escalares elementales, es hacer más grande GTC para permitir a los technifermiones acoplarse a los quarks y leptones. Este acoplamiento se induce por los bosones de gauge del grupo agrandado. Queda entonces que hay un gran grupo de gauge de "technicolor extendido" (ETC en inglés) GETC ⊃ GTC en el cual technifermiones, quarks y leptones viven en las mismas representaciones. En una o más altas escalas ΛETC, GETC se rompe hacia GTC, y los quarks y leptones emergen como fermiones TC-singulares. Cuando αTC(μ) se vuelve fuerte a escala ΛTC ≅ FEW, se forma el condensado fermiónico {\displaystyle \langle {\bar {T}}T\rangle _{TC}\cong 4\pi F_{EW}^{3}}. (El condensado es el valor de expectación de vacío bilinear de los technifermiones {\displaystyle {\bar {T}}T}. Aquí la estimación está basada en un análisis dimensional "ingenuo" del condensado de quarks en cromodinámica cuántica, que se espera corregir como un orden de magnitud.) Entonces, la transición {\displaystyle q_{L}(\mathrm {or} \,\,\ell _{L})\rightarrow T_{L}\rightarrow T_{R}\rightarrow q_{R}\,(\mathrm {or} \,\,\ell _{R})} puede llevarse a cabo a través de la masa dinámica del technifermión por la emisión y reabsorción de bosones ETC cuyas masas METC ≅ gETC ΛETC son mucho más grandes que ΛTC. Los quarks y leptones desarrollan masa, y esta es dada aproximadamente por
{\displaystyle (2)\qquad m_{q,\ell }(M_{ETC})\cong {\frac {g_{ETC}^{2}\langle {\bar {T}}T\rangle _{ETC}}{M_{ETC}^{2}}}\cong {\frac {4\pi F_{EW}^{3}}{\Lambda _{ETC}^{2}}}\,.}
Aquí, {\displaystyle \langle {\bar {T}}T\rangle _{ETC}} es el condensado de technifermiones renormalizado a la escala de masa de bosones ETC,
{\displaystyle (3)\qquad \langle {\bar {T}}T\rangle _{ETC}=\exp {\left(\int _{\Lambda _{TC}}^{M_{ETC}}{\frac {d\mu }{\mu }}\gamma _{m}(\mu )\right)}\,\langle {\bar {T}}T\rangle _{TC}\,,}
donde γm(μ) es la dimensión anómala de la bilinear de technifermiones {\displaystyle {\bar {T}}T} en la escala μ. La segunda estimación en la Eq. (2) depende de asumir que, como ocurre en CQD, αTC(μ) se vuelve débil no muy por encima de ΛTC, tal que la dimensión anómala γm de {\displaystyle {\bar {T}}T} es pequeña. El technicolor extendido fue presentado en 1979 por Dimopoulos and Susskind, y por Eichten y Lane. Para un quark de masa mq ≅ 1 GeV, y con ΛTC ≅ 250 GeV, puede estimarse ΛETC ≅ 15 TeV. Por lo tanto, asumiendo que {\displaystyle g_{ETC}^{2}\gtrsim 1}, METC será al menos así de grande.
Añadido a la propuesta ETC para las masas de quarks y leptones, Eichten y Lane observaron que el tamaño de las representaciones ETC requerían para generar todas las masas de quarks y leptones sugería que habría más de un doublet electrodébil de technifermiones. Por lo tanto, habrá más de una (espontáneamente rota) simetría quiral y entonces más bosones de Goldstone que se los come el mecanismo de Higgs. Estos deben adquirir masa por el hecho de que las simetrías quirales extras son también rotas explícitamente, por las interacciones del modelo estándar y por las interacciones ETC. A estos "pseudo-bosones de Goldstone" se les llama technipiones, πT. Una aplicación del teorema de Dashen nos da la contribución ETC para su masa
{\displaystyle (4)\qquad F_{EW}^{2}M_{\pi T}^{2}\cong {\frac {g_{ETC}^{2}\langle {\bar {T}}T{\bar {T}}T\rangle _{ETC}}{M_{ETC}^{2}}}\cong {\frac {16\pi ^{2}F_{EW}^{6}}{\Lambda _{ETC}^{2}}}\,.}
La segunda aproximación en Eq. (4) asume que {\displaystyle \langle {\bar {T}}T{\bar {T}}T\rangle _{ETC}\cong \langle {\bar {T}}T\rangle _{ETC}^{2}}. Para FEW ≅ ΛTC ≅ 250 GeV and ΛETC ≅ 15 TeV, esta contribución a MπT es más o menos de 50 GeV. Desde que las interacciones ETC generan {\displaystyle m_{q,\ell }} y el acoplamiento de los technipiones a los pares de quarks y leptones, se espera que el acoplamiento sea de tipo Higgs; por ejemplo, prácticamente proporcional a las masas de los quarks y leptones. Esto quiere decir que se espera que los technipiones decaigan y permitan los pares de más pesada {\displaystyle {\bar {q}}q} y {\displaystyle {\bar {\ell }}\ell }.
Quizás, la restricción más importe del marco ETC para la generación de las masas de quarks es que las interacciones ETC tienden a inducir procesos de corriente neutral de cambio de sabor tales como μ → e γ, KL → μ e, y |Δ S| = 2 y |Δ B| = 2 interacciones que inducen {\displaystyle K^{0}\leftrightarrow {\bar {K}}^{0}} y {\displaystyle B^{0}\leftrightarrow {\bar {B}}^{0}} mixing. La razón es que el álgebra de las corrientes ETC involucradas en la generación de {\displaystyle m_{q,\ell }} implican corrientes ETC {\displaystyle {\bar {q}}q^{\prime }} y {\displaystyle {\bar {\ell }}\ell ^{\prime }} las cuales, cuando se escriben en términos de fermiones de masa, no tienen motivo para conservar el sabor. La restricción más fuerte viene de requerir que las interacciones ETC que median en la mezcla {\displaystyle K{\hbox{--}}{\bar {K}}} contribuen menos que en el modelo estándar. Esto implica un efectivo ETC mayor de 1000 TeV. El real ΛETC puede ser reducido de algún modo si los factores de ángulo de mezcla de tipo CKM están presentes. Si estas interacciones violan la CP, como bien puede ocurrir, la restricción del parámetro ε es que el efectivo ΛETC > 104 TeV. Tan altas escalas de masa eTC implican pequeñísimas masas de quarks y leptones y que las contribuciones ETC a MπT sean como mucho de algunos GeV, en conflicto con las búsquedas del LEP para πT en el Z0.
El technicolor extendido es una propuesta muy ambiciosa, ya que requiere que las masas de los quarks y leptones y los ángulos de mezcla aparezcan de interacciones experimentalmente accesibles. Si existe un modelo que funcione, no solo serviría para predecir las masas y las mezclas de quarks y leptones (y technipions), también explicaría por qué hay tres familias de cada uno: son los que encajan en las representaciones ETC de q, {\displaystyle \ell } and T. No es sorprendente que la construcción de un modelo que funcione sea tan difícil.

## Technicolor "caminante"
Como las masas de quarks y leptones son proporcionales al condensado technifermiónico bilinear dividido por el cuadrado de la escala de masa ETC, sus pequeñísimos valores pueden obviarse si el condensado se mejora sobre la estimación de la débil-αTC en la Eq. (2), {\displaystyle \langle {\bar {T}}T\rangle _{ETC}\cong \langle {\bar {T}}T\rangle _{TC}\cong 4\pi F_{EW}^{3}}.
Durante la década de 1980, se mejoraron varios mecanismos dinámicos para conseguir esto. En 1981 Holdom sugirió que, si la αTC(μ) evolucionaba a un punto fijo no trivial en el ultravioleta, con una gran dimensión anómala positiva γm para {\displaystyle {\bar {T}}T}, podrían surgir masas de quarks y leptones realistas con ΛETC suficientemente grande para eliminar la mezcla ETC-inducido {\displaystyle K{\hbox{--}}{\bar {K}}}. Sin embargo, nunca se ha obtenido un ejemplo de un punto fijo ultravioleta no trivial en una teoría de gauge de cuatro dimensiones. En 1985 Holdom analizó una teoría technicolor en la cual fue prevista una "variación lenta" de αTC(μ). Su objetivo era separar la ruptura quiral y las escalas del confinamiento, pero también se dio cuenta de que una teoría como tal podía mejorar {\displaystyle \langle {\bar {T}}T\rangle _{ETC}} y por tanto permitir que la escala ETC puede aparecer. En 1986 Akiba y Yanagida consideraron también mejorar las masas de quarks y leptones, simplemente asumiendo que αTC es constante y fuerte mientras se alcanza la escala ETC. En el mismo año Yamawaki, Bando y Matumoto se imaginaron de nuevo un punto fijo ultravioleta en una teoría no asintóticamente libre para mejorar el condensado de technifermiones.
En 1986 Appelquist, Karabali y Wijewardhana debatieron la mejora en las masas de los technifermiones en una teoría technicolor asintóticamente libre con un acoplamiento de gauge que "corre despacio", o “camina”. La lentidud surgía del efecto de apantallado de un gran número de technifermiones, con el análisis llevado a cabo a través de una teoría perturbativa de dos-loops. En 1987 Appelquist y Wijewardhana exploraron este escenario "caminante" todavía más. Cogieron el análisis de tres-loops, se dieron cuenta de que el technicolor caminante puede llevar a una gran mejora de las ley de condensado technifermiónico, y estimaron el resultado de las masas de los quarks, leptones y technipiones. El condensado mejorado surge porque la masa asociada de technifermiones decrece de forma lenta, casi linealmente, como una función de su escala de renormalización. Esto corresponde a la dimensión anómala condensada γm en Eq. (3) aproximándose a la unidad (ver más abajo).
En la década de 1990, Surge más claramente la idea de un technicolor "caminante" es naturalmente descrito por teorías de gauge asintóticamente libres y dominado en el infrarrojo por un punto fijo aproximado. A diferencia de la propuesta especulativa de puntos fijos ultravioletas, se sabe que las puntos fijos en el infrarrojo existen in las teorías asintóticamente libres, surgiendo en la segunda vuelta en la función beta dando a entender que la cuenta de fermiones Nf es bastante grande. Esto se sabe desde la primera computación de 2-loops en 1974 por Caswell. Si Nf está cerca del valor de {\displaystyle {\hat {N}}_{f}} en la cual se piderde la libertad asintótica, el punto fijo infrarrojo resultante es débil, de orden paramétrico {\displaystyle {\hat {N}}_{f}-N_{f}}, y accesible de manera fiable en la teoría de perturbación. Este límite de acoplamiento débil fue investigado por Banks y Zaks in 1982.
El acoplamiento de punto fijo αIR se vuelve fuerte a la vez que Nf se reduce desde {\displaystyle {\hat {N}}_{f}}. Bajo cierto valor crítico Nfc el acoplamiento se vuelve lo suficientemente fuerte (> αχ SB) para romper la simetría quiral de los technifermiones sin masa. Desde que el análisis debe ir normalmente detrás de la teoría de perturbación de dos-loops, la definición de acoplamiento "running" αTC(μ), su favor de punto fijo αIR, y la fuerza αχ SB necesaria para la ruptura de la simetría quiral dependen de la renormalización particular que se adopte. Para {\displaystyle 0<(\alpha _{IR}-\alpha _{\chi SB})/\alpha _{IR}\ll 1}; por ejemplo, para Nf justo debajo de Nfc, la evolución de αTC(μ) se gobierna por el punto fijo infrarrojo y evolucionará lentamente (caminará ) por un rango de momento sobre la escala de ruptura. Para sobrevenir {\displaystyle M_{ETC}^{2}}-supresión de masas de la primera y segunda generación de quaks involucrados en la mezcla {\displaystyle K{\hbox{--}}{\bar {K}}}, este rango debe entender casi a toda su escala ETC, de {\displaystyle {\mathcal {O}}(10^{3}{\hbox{ TeV}})}. Cohen y Georgi discutieron que γm = 1 fuele la señal de una ruptura espontánea de simetría quiral, por ejemplo, que γm(αχ SB) = 1. Por lo tanto, en la región "caminante"-αTC, γm ≅ 1 y, de las Eqs. (2) y (3), se mejoran las ligeras masas de quarks aproximadamente por METC/ΛTC.
La idea de que αTC(μ) "camina" por un largo rango de momento cuando αIR está justo por encima de αχ SB fue sugerida por Lane y Ramana. Hicieron un modelo explícito, debatieron el "caminante" se produjo, y lo usaron para su debate de la fenomenología de techinicolor "caminante" en los colisionadores de hadrones. Esta idea fue propuesta en cierto detalle por Appelquist, Terning y Wijewardhana. Combinando una computación perturbativa del punto fijo infrarrojo con una aproximación de αχ SB basado en la ecuación de Schwinger-Dyson, estimaron el valor crítico de Nfc y exploraron la física electrodébil. Desde 1990, la mayoría de los debates sobre el technicolor "caminante" están en el marco de las teorías que asumen estar dominado por el infrarrojo en un punto fijo aproximado. Se han investigado varios modelos, algunos con technifermiones en la representación fundamental del grupo de gauge y algunos empleando representaciones superiores.
Un problema evidente de este marco es que mientras conocemos que existe un punto infrarrojo fijo con un gran número de fermiones, donde el punto fijo es débil, la fuerza del punto fijo que se requiere para romper la simetría electrodébil no es en realidad tan débil. Por lo tanto, la mera existencia de tales puntos fijos y sus propiedades deben ser estudiadas usando métodos no-perturbativos. En 2007, Appelquist, Fleming y Neil iniciaron tal programa usando simulaciones de enrejado. Partiendo del trabajo de Lüscher y compañía, encontraron para la teoría de gauge SU(3) que un punto fijo no trivial preparado con el número Nf de fermiones en la representación fundamental 3 llega a 12 (un valor bastante más grande), mientras que el confinamiento en el mundo real QCD persiste al menos hasta un Nf = 8. La transición entre estos dos posibles escenario en este rango toma lugar en algún valor de Nf = Nfc. Es muy importante refinar estos estudios para determinar Nfc de manera más precisa para SU(3) y otros grupos de gauge, y para verificar que la mejora del condensado de technifermiones en efecto establece un Nf → Nfc. Es también importante explorar las consecuentas de estas teorías para las medidas de precisión electrodébil. Varios grupos de investigación están llevando a cabo estos estudios basados en enrejado.
La posibilidad de que el condensado technicolor puede ser mejorado más allá de lo debatido en la literatura "caminante" también ha sido considerado recientemente por Luty y Okui bajo el nombre de "technicolor conforme". Envisionan un punto fijo infrarrojo estable, pero con una dimensión anómala muy grnade para el operador {\displaystyle {\bar {T}}T}. Queda por ver si esto puede realizarse, por ejemplo, en la clase de teorías que están hoy en día siendo examinadas con técnicas de enrejado.

### Masa del quark cima
La mejora "caminante" descrita más arriba puede ser insuficiente para generar la masa del quark cima medida, incluso para una escala ETC tan pequeña como de unos pocos TeV. Sin embargo, este problema puede atacarse si la resultante de acoplamiento de 4-technifermiones del intercambio de bosones de gauge ETC es fuerte y está ajustada sobre un valor crítico. El análisis de esta posibilidad ETC-fuerte es una del modelo de Nambu–Jona–Lasinio con una interacción adicional (technicolor) de gauge. Las masas de los technifermiones son pequeñas comparadas con la de la escala ETC (el límite de la teoría efectiva), pero casi constante para esta escala, llevando a una masa grande de quarks cima. No se ha desarrollado una teoría totalmente realista para todas las masas de quarks que incorporen dichas ideas. Miransky y Yamawaki llevaron a cabo un estudio relacionado. Un problema de esta aproximación es que incluye algunos grados de parámetros ajuste fino, en conflicto con el principio guía de naturalidad del technicolor.
Finalmente, hay que darse cuenta de que hay una gran cantidad de trabajo relacionado muy cercano en el cual ETC no genera mt. Estos son los condensados de quarks cima, topcolor y los modelos de technicolor asistidos con topcolor, en el cual se atribuyen nuevas interacciones fuertes a los quarks cima y a otros fermiones de tercera generación. Como con el escenario ETC-fuerte descrito más arriba, todas estas propuestas requieren un grado considerable de ajuste fino de los acoplamientos de gauge.

## Fenomenología del technicolor
Cualquier marco de la física que esté más allá del modelo estándar debe estar en conformidad con medidas de precisión de los parámetros electrodébiles. Sus consecuencias servirán para la física en existentes y futuros colisionadores de hadrones de alta energía, y también para la exploración de la materia oscura del universo.

### Tests con precisión electrodébil
En 1990, Los fenomenológicos parámetros S, T, y U fueron presentados por Peskin y Takeuchi para cuantificar las contribuciones de las correcciones radioactivas electrodébiles de la física más allá del modelo estándar. Tienen una simple relación con los parámetros del lagrangiano quiral electrodébil. El análisis de Peskin-Takeuchi estaba basado en el formalisto general para las correcciones de radiación electrodébil realizado por Kennedy, Lynn, Peskin y Stuart, además también existen formulaciones alternativas.
Los parámetros S, T, y U describen correcciones de los propagadores de bosones de gauge electrodébil de la física más allá del modelo estándar. Se pueden escribir en términos de funciones de polarización de corrientes electrodébil y sus representaciones espectrales tal como sigue:
{\displaystyle {\begin{aligned}(5)\qquad S&=16\pi {\frac {d}{dq^{2}}}\left[\Pi _{33}^{\mathbf {new} }(q^{2})-\Pi _{3Q}^{\mathbf {new} }(q^{2})\right]_{q^{2}=0}\\&=4\pi \int {\frac {dm^{2}}{m^{4}}}\left[\sigma _{V}^{3}(m^{2})-\sigma _{A}^{3}(m^{2})\right]^{\mathbf {new} };\\(6)\qquad T&={\frac {16\pi }{M_{Z}^{2}\sin ^{2}2\theta _{W}}}\;\left[\Pi _{11}^{\mathbf {new} }(0)-\Pi _{33}^{\mathbf {new} }(0)\right]\\&={\frac {4\pi }{M_{Z}^{2}\sin ^{2}2\theta _{W}}}\int _{0}^{\infty }{\frac {dm^{2}}{m^{2}}}\left[\sigma _{V}^{1}(m^{2})+\sigma _{A}^{1}(m^{2})-\sigma _{V}^{3}(m^{2})-\sigma _{A}^{3}(m^{2})\right]^{\mathbf {new} },\end{aligned}}}
donde sólo se incluye nueva física más allá del modelo estándar. Las cantidades se calculan en relación con un mínimo modelo estándar con algunas referencias escogidas de la masa del bosón de Higgs, llevada al rango del límite inferior experimental de 117 GeV a 1000 GeV donde su ancho se vuelve muy grande. Para que estos parámetros describan las correcciones dominantes del modelo estándar, la escala de masa de la nueva física debe ser mucho más grande que MW y MZ, y el acoplamiento de los quarks y leptones a estas nuevas partículas debe suprimirse en relación con el acoplamiento a los bosones de gauge. En este caso con technicolor, los más ligeros mesones technivectores, ρT y aT, son más pesados que 200–300 GeV. El parámetro S es sensible a toda esta nueva física a escala TeV, mientras que T es una medida de los efectos de ruptura del isospin débil. El parámetro U normalmente no es útil; muchas teorías de nueva-física, incluyendo las teorías technicolor, apenas le dan contribuciones.
Los parámetros S y T se determinan mediante un ajuste global de datos experimentales incluyendo los datos del polo Z del LEP en el CERN, las medidas de los quarks cima y la masa W en Fermilab, y los niveles medidos de la violación de paridad atómica. El límite resultante de estos parámetros viene dade en la "Review of Particle Properties". Asumiendo U = 0, los parámetros S y T son pequeods y de hecho, consistentes con cero:
{\displaystyle (7)\qquad {\begin{aligned}S&=-0.04\pm 0.09\,(-0.07),\\T&=0.02\pm 0.09\,(+0.09),\end{aligned}}}
donde el valor central corresponde a la masa de Higgs de 117 GeV y entre paréntesis la corrección al valor central cuando la masa se incrementa 300 GeV. Estos valores ponen fuertes restricciones a las teorías más allá del modelo estándar, donde las correcciones relevantes pueden ser calculadas (por ordenador) de manera fiable.
El parámetro S estimado en las teorías technicolor basadas en QCD es bastante mayor que el valor permitido experimentalmente. El cálculo computacional se hizo asumiendo que el espectro integral de S está dominado por las más ligeras resonancias de ρT y aT, o por parámetros lagrangianos de escala efectiva provenientes de QCD. En el technicolor "caminante", sin embargo, las físicas a escala TeV y más allá deben ser bastante diferentes de las teorías basadas en QCD. En concreto, las funciones de vector y vector axial espectral no pueden estar dominadas solo por las resonancias más bajas. Se desconoce si las contribuciones de alta energía a {\displaystyle \sigma _{V,A}^{3}} son una torre de estados identificables de ρT y aT o si son continuos. Se conjetura que los compañeros de ρT y aT pueden estar cerca de ser degenerados en las teorías "caminantes" (aproximadamente de paridad doble), reduciendo su contribución a S. Los cálculos del enrejado están en camino o planeados para probar estas ideas y obtener estimaciones fiables de S en las teorías "caminantes".
La restricción del parámetro T tiene un problema para la generación de la masa del quark cima en el marco ETC. La mejora de la teoría "caminante" permite que la escala asociada ECT sea tan grande como unos pocos TeV, pero desde que las interacciones ETC deben ser fuertemente de ruptura de isospin débil para permitir que la gran masa del quark cima y fondo separen la contribución al parámetro T, y también el ratio de decaimiento {\displaystyle Z^{0}\rightarrow {\bar {b}}b}, podría ser demasiado grande.

### Fenomenología del colisionador de hadrones
Los primeros estudios asumían la existencia de un solo doublet electrodébil de technifermiones, o una techni-familia incluyendo un doublet de cada uno de los techniquarks color-triplet y technileptones color-singlet. En el modelo mínimo de un doublet, tres bosones de Goldstone (technipiones, πT) tienen constante de decaimiento F = FEW = 246 GeV y los bosones de gauge electrodébiles se lo comen. La señal de colisión más accesible es la producción a través de aniquilación {\displaystyle {\bar {q}}q} en un colisionador de hadrones de spin uno {\displaystyle \rho _{T}^{\pm ,0}}, y el subsequente decaimiento en pares de bosones electrodébiles polarizados longitudinalmente, {\displaystyle W_{L}^{\pm }Z_{L}^{0}} y {\displaystyle W_{L}^{+}W_{L}^{-}}. Con la mesa esperada de 1.5–2.0 TeV y un ancho de 300–400 GeV, tal ρT's sería difícil de describir en el LHC. Un modelo de una sola faimila tiene un gran número de technipiones físicos, con F = FEW/{\displaystyle {\sqrt {4}}} = 123 GeV. Hay una colección de los correspondientes technivectores octetos y color-singlet de baja mesa que decaen en pares de technipiones. Se espera que The πT's decaiga en pares de leptones y quarks lo más pesados posible. A pesar de las bajas masas, ρT's es más ancho con el modelo mínimo y los antecedentes del decaimiento de πT son casi imposibles de superar en un colisionador de hadrones.
Este cuadroa ha cambiado con la llegada del technicolor "caminante". Un acoplamiento de gauge "caminante" tiene lugar si αχ SB está justo por debajo del valor de punto fijo infrarrojo αIR, que requiere un número grande de doublets electrodébiles en la representación fundamental del grupo de gauge, e.g., o algunos doublets en una representación TC de más alta dimensión. En el último caso, las restricciones en las presentaciones ETC también implican generalmente otros technifermiones en la representación fundamental. En otro caso, hay technipiones πT con constante de decaimiento {\displaystyle F\ll F_{EW}}. Esto implica {\displaystyle \Lambda _{TC}\ll F_{EW}} y por lo tanto, los technivectores más ligeros accesibles en el LHC ρT, ωT, aT (with IG JPC = 1+ 1−−, 0− 1−−, 1− 1++) tienen una masa bastante por debajo de un TeV. A la clase de teorías con muchos technivermiones y por tanto {\displaystyle F\ll F_{EW}} se le llama technicolor a escala baja.
Una segunda consecuencia del technicolor "caminante" afecta al decaimiento de los technihadrones de spin uno. Para las masas de technipiones {\displaystyle M_{\pi _{T}}^{2}\propto \langle {\bar {T}}T{\bar {T}}T\rangle _{M_{ETC}}} (see Eq. (4)), el technicolor "caminante" las mejora mucho más que para otras masas de technihadrones. Por lo tanto, es normal que la más ligera MρT < 2MπT y que el decaimiento de los technivectores de canales de luz πT 2 y 3 estén cerrados. Esto además implica que estos technivectores sean muy estrechos. Los canales de dos-cuerpos más probables son {\displaystyle W_{L}^{\pm ,0}\pi _{T}}, WL WL, γ πT y γ WL. El acoplamiento de los technivectores más ligeros a WL es proporcional a F/FEW. Por lo tanto, todo su rato de decaímiento se suprime por las fuerzas de {\displaystyle (F/F_{EW})^{2}\ll 1} o la constante de estructura-fina, dando anchos totales de unos pocos GeV (para ρT) a unas decenas de GeV (para ωT y T).
Una consecuencia más especulativa del technicolor "caminante" está motivada por la consideración de su contribución al parámetro S. Como se ha dicho antes, lo que se asume normalmente para estimar STC no vale en una teoría "caminante". En concreto, las integrales espectrales usadas para evaluar STC no pueden estar dominadas solamente por la más baja ρT y aT y, si STC tiene que ser pequeño, las masas y las corrientes débiles de acoplamiento de ρT y aT podrían ser casi iguales que en QCD. Se ha desarrollado la fenomenología del technicolor a baja escala, incluyendo la posibilidad de un espectro de más paridad-doble, con una serie de reglas y amplitudes de decaimiento. Este escenario general tiene poco sentido si se eleva el límite de {\displaystyle M_{\rho _{T}}} por encima de los 700 GeV. El LHC debería poder descubrirlo o descartarlo. Las búsquedas que implican decaimiento de technipiones y de ahí a quarks pesados están obstaculizadas por la producción de fondo de {\displaystyle {\bar {t}}t}; su ratio es 100 veces mayor que en el Tevatron. En consecuencia, el descubrimiento de un technicolor de baja escala en el LHC depende de los canales de estado final todo-leptónicos con una relación señal a fondo favorable: {\displaystyle \rho _{T}^{\pm }\rightarrow W_{L}^{\pm }Z_{L}^{0}}, {\displaystyle a_{T}^{\pm }\rightarrow \gamma W_{L}^{\pm }} and {\displaystyle \omega _{T}\rightarrow \gamma Z_{L}^{0}}.

### Materia oscura
Las teorías de technicolor incluyen naturalmente candidatos a materia oscura. Es casi cierto que los modelos pueden construirse usando los más bajos technibariones, un estado ligado technicolor-singlet de technifermiones, es lo suficientemente estable para sobrevivir a la evolución del universo. Si la teoría technicolor es de baja escala ({\displaystyle F\ll F_{EW}}), la masa del barión no debe ser de más de 1–2 TeV. Si no, podría ser mucho más pesada. Los technibariones deben ser eléctricamente neutros y satisfacer las restricciones de su abundancia. Dado los límites de secciones cruzadas de los nucleones de materia oscura con spin independiente de los experimentos de búsqueda de materia oscura ({\displaystyle \lesssim 10^{-42}\,\mathrm {cm} ^{2}} para las masas de interés), puede que tengan que ser también electrodébil-neutros (isospin débilI = 0). Estas consideraciones sugieren que la materia oscura technicolor puede ser difícil de producir en el LHC.